# Essenheim
Essenheim ist eine Ortsgemeinde im Landkreis Mainz-Bingen in Rheinland-Pfalz. Sie gehört der Verbandsgemeinde Nieder-Olm an.

## Geographische Lage
Der Weinort Essenheim liegt in Rheinhessen ungefähr zehn Kilometer südwestlich von Mainz. Zu Essenheim gehört auch der Wohnplatz Neumühle.
Nachbargemeinden sind – im Uhrzeigersinn beginnend im Norden – Mainz (Gemarkung Mainz-Finthen), Ober-Olm, Nieder-Olm, Stadecken-Elsheim, Schwabenheim an der Selz und Ingelheim am Rhein. Entlang der südlichen Gemarkungsgrenze verläuft ein Flussabschnitt der Selz.

## Geschichte
Essenheim erscheint urkundlich unter den Namen Hesinesheim (1023), Heisinesheim (1026), Hesonesheim (1140), Isenheim (1147), Yesenheim (1256), Isensheim (1259), Ysenheim (1288), Eisenheim (1295), Hesenheim (1297) und Eysenheim (1457).
Das Kloster St. Maximin bei Trier besaß schon früh große Güter in Essenheim, in deren Besitz es durch Kaiser Heinrich II. 1023, durch König Konrad II. 1026, durch König Heinrich IV. 1066, durch Papst Innozenz II. 1140 und durch Kaiser Friedrich I. 1182 bestätigt wurde. Auch das St. Mariengredenstift in Mainz besaß um diese Zeit reiche Güter zu Essenheim. Die Vogtei über den Ort lag als mainzisches Lehen samt den damit verbundenen Gütern und Rechten in den Händen der Herren von Bolanden. Werner IV. von Bolanden hatte die Vogtei 1259 seinem jüngeren Sohn Philipp als Erbteil ausgesetzt, weshalb dieser den Namen Bolanden zu Essenheim führte.
Graf Friedrich von Veldenz hatte seine Erbtochter Anna (als einzige Erbin) gemeinsam mit ihrem Gatten, dem Pfalzgrafen Herzog Stephan, um 1422 in die Grafschaft Veldenz eingesetzt, zu der auch das Dorf Essenheim mit allen seinen Zubehörungen zählte. Kurz vor seinem Ableben teilten Graf Friedrich von Veldenz und sein Schwiegersohn Pfalzgraf Herzog Stephan am 23. September 1444 ihre Lande unter des Letzteren Kinder. Der vierte Sohn Ludwig, genannt der Schwarze, erhielt die Grafschaft Veldenz, das spätere Herzogtum Pfalz-Zweibrücken mit dem Mainzer Erzamt und damit auch als Lehensparzell das Dorf Essenheim.
Die evangelische Pfarrgemeinde erlebte bereits 1533 durch die Zugehörigkeit zum protestantischen Herzogtum Pfalz-Zweibrücken die Reformation und ist damit die älteste protestantische Pfarrgemeinde Rheinhessens. Da das katholische Mainzer Domkapitel bis zum Ende des 18. Jahrhunderts der Empfänger des Großen Zehnten war, war dieses katholische geistliche Institut dazu verpflichtet, für den Bauunterhalt der protestantischen Kirche zu sorgen.
Essenheim war im Mittelalter von einem Dorfgraben rund um den Siedlungskern umgeben. Dieser mit Wasser gefüllte und mit Bäumen und Hecken bewachsene Graben sollte der Bevölkerung Schutz bieten. Darüber hinaus war die Kirche von einer Wehrmauer umgeben, hinter die sich die Bevölkerung in Krisenzeiten zurückziehen konnten.
Die Zeit des Dreißigjährigen Krieges brachte erhebliche Zerstörungen, Seuchen und Not. Im Jahre 1620 zündeten spanische Truppen 25 Häuser an. Im Winter 1631/32 kämpften hier die Schweden und quartierten sich ein. Einige schwedische Soldaten siedelten sich an. Dadurch soll auch schwedisches Blut seine Spuren hinterlassen haben. 1645 wurde der befestigte Kirchhof von marodierenden Truppen gestürmt und geplündert und ein Bürger erschossen. Im selben Jahr wurde ein Kleinkind von einem Wolf getötet. Nach Kriegsende war nur etwa ein Fünftel der Bevölkerung vor 1618 noch am Leben geblieben und die Existenzgrundlagen der Bevölkerung weitgehend zerstört. 1666 raffte die Pest einen Teil der Bevölkerung hin. Bei der Pfalzverwüstung 1689 wurde fast das gesamte Dorf und die öffentlichen Gebäude zerstört. Nur zwei Häuser sollen am Ende des 17. Jahrhunderts die Zerstörungswut überstanden haben. Danach war das alte Dorf Essenheim weitestgehend verschwunden.
Mit dem beginnenden 18. Jahrhundert mussten das Dorf und die Existenzgrundlagen großflächig neu aufgebaut werden. Die verhältnismäßig friedlichen Zeiten boten dafür einerseits recht gute Grundlagen, dennoch konnte die wirtschaftliche Entwicklung nicht mit dem Bevölkerungswachstum mithalten. Nicht zuletzt dadurch wurden immer wieder Menschen veranlasst, zumeist aus wirtschaftlichen Gründen auszuwandern.
Noch im 18. Jahrhundert besaß Essenheim ein eigenes Hoch- und Blutgericht mit einem Galgen. Die letzten bekannten Hinrichtungen wurden 1729 vollzogen, als dort drei Mitglieder einer Familie wegen Tötung des unehelich geborenen Kindes ihrer Tochter hingerichtet wurden.
Nunmehr bleiben Essenheim mit Mölsheim und später Stadecken als einzige rheinhessische Orte bis ins Jahr 1733 beim Herzogtum Pfalz-Zweibrücken. Ab dahin werden Essenheim und Stadecken durch Vertrag an die Kurpfalz abgetreten, bei der sie bis zum Niedergang dieser in der Französischen Revolution 1797 verbleiben. Von 1797 bis 1815 herrschen die Franzosen, 1816 kommt Essenheim als Teil der Provinz Rheinhessen zum Großherzogtum Hessen.
Im 18. Jahrhundert wanderten viele Essenheimer nach Pennsylvania aus und siedelten dort vor allem in der Gegend des Kreutz Creek im heutigen York County. Die Sprache der Auswanderer – das Pennsylvaniadeutsche – hat sich dort bis heute erhalten. Auch der bekannteste pennsylvaniadeutsche Mundartdichter Henry Harbaugh (1817–1867) hat familiäre Wurzeln in Essenheim.
Neben der Neumühle im Selztal, die von der Wasserkraft der Selz betrieben wurde, bestand in räumlicher Nähe zur Neumühle von 1768 bis in die Zeit der französischen Herrschaftsepoche zwischen 1797 und 1815  eine dreigeschossige Windmühle.
Ein erhaltenes Haus- und Hofinventar aus dem 1816 ermöglicht einen genauen Einblick in einen landwirtschaftlich geprägten Betrieb zu Beginn des 19. Jahrhunderts, dessen Schwerpunkt auf Landwirtschaft, Weinbau und Viehhaltung lag.
Von Interesse für das Verständnis der dörflichen Schulpraxis sind die erhalten gebliebenen Schulregeln von 1836, aus denen die Grundhaltung der damaligen Zeit nach strenger Schulordnung, Schülerdisziplin und Unterordnung in die streng hierarchisch geprägte Welt der Erwachsenen hervorgehen.
Die Gründung eines Gesangvereins im Jahr 1846 stand unter den politischen und gesellschaftlichen Eindrücken des Hambacher Festes 1832 und des Paulskirchenparlaments sowie unter der deutschkatholischen Bewegung. 1861 erfolgte die Gründung einer eigenen deutschkatholischen Gemeinde, die in den späteren Jahrzehnten, gemessen an der Mitgliederzahl, nach der Ingelheimer freireligiösen Gemeinde die zweitstärkste der näheren Umgebung war. Von besonderem geschichtlichen Interesse für die gesellschaftlichen und geschichtlichen Rahmenbedingungen der Zeit um 1850 ist eine Chronik („Chronik des Dorfes Essenheim bei Mainz, zugleich die Geschichte der Freireligiösen Gemeinde Essenheim“) des Beigeordneten Johannes Probst (1802–1870).
Im 19. Jahrhundert besaß die Ortsgemeinde eine beachtlich hohe Anzahl von jüdischen Gemeindemitgliedern, die zeitweise etwa 10 % der Gesamtbevölkerung bildeten. Durch eine Stiftung konnte sich die jüdische Gemeinde 1857 eine eigene Synagoge in der Klappergasse erbauen, die 1938 geschändet wurde, später als Lagerraum genutzt wurde und 1978 abgerissen wurde. Ein Gedenkstein wurde 1988 zur Erinnerung an die Synagoge an ihrem ehemaligen Standort angebracht. Der jüdische Friedhof für die Gemeindemitglieder in der Wackernheimer Straße ist als einziges Zeugnis der einst blühenden jüdischen Gemeinde erhalten, wurde jedoch sowohl vor, als auch nach 1945 mehrmals geschändet. Am 16. März 2016 verlegte der Künstler Gunter Demnig vor drei Wohnhäusern ehemals dort wohnender jüdischer Familien zur Erinnerung seine Stolpersteine.
Zum 200-jährigen Jubiläum von Rheinhessen im Jahr 2016 wurde durch den Essenheimer Geschichtsverein mit der „Straße der Geschichte“ ein viel beachtetes Ausstellungsprojekt realisiert. In zehn privaten Höfen, der evangelischen Kirche und der Alten Schule wurde die geschichtliche und gesellschaftliche Entwicklung des Dorfes der letzten zweihundert Jahre während der einzelnen Zeitabschnitte mit den verschiedenen politischen Entwicklungen dargestellt.

### Einwohnerstatistik
Die Entwicklung der Einwohnerzahl von Essenheim, die Werte von 1871 bis 1987 beruhen auf Volkszählungen:
| Jahr | Einwohner |
| ---- | --------- |
| 1617 | 546       |
| 1744 | 593       |
| 1786 | 754       |
| 1815 | 729       |
| 1830 | 1.035     |
| 1835 | 1.106     |
| 1871 | 1.216     |

| Jahr | Einwohner |
| ---- | --------- |
| 1895 | 1.406     |
| 1900 | 1.370     |
| 1905 | 1.313     |
| 1939 | 1.298     |
| 1950 | 1.537     |
| 1961 | 1.491     |
| 1970 | 1.555     |

| Jahr | Einwohner |
| ---- | --------- |
| 1987 | 2.058     |
| 1997 | 2.836     |
| 2005 | 3.187     |
| 2009 | 3.393     |
| 2017 | 3.560     |
| 2020 | 3.578     |
| 2022 | 3.589     |

### Konfessionsstatistik
Mit Stand 30. Juni 2005 waren 25,7 % der Einwohner römisch-katholisch, 45,7 % evangelisch und 28,4 % waren konfessionslos oder gehörten einer anderen Glaubensgemeinschaft an. Derzeit (Stand 31. März 2023) sind 22,4 % der Einwohner katholisch, 32,2 % evangelisch und 45,3 % sind konfessionslos oder gehören einer anderen Glaubensgemeinschaft an. Der Anteil der Katholiken und Protestanten ist demnach im beobachteten Zeitraum gesunken.

## Politik

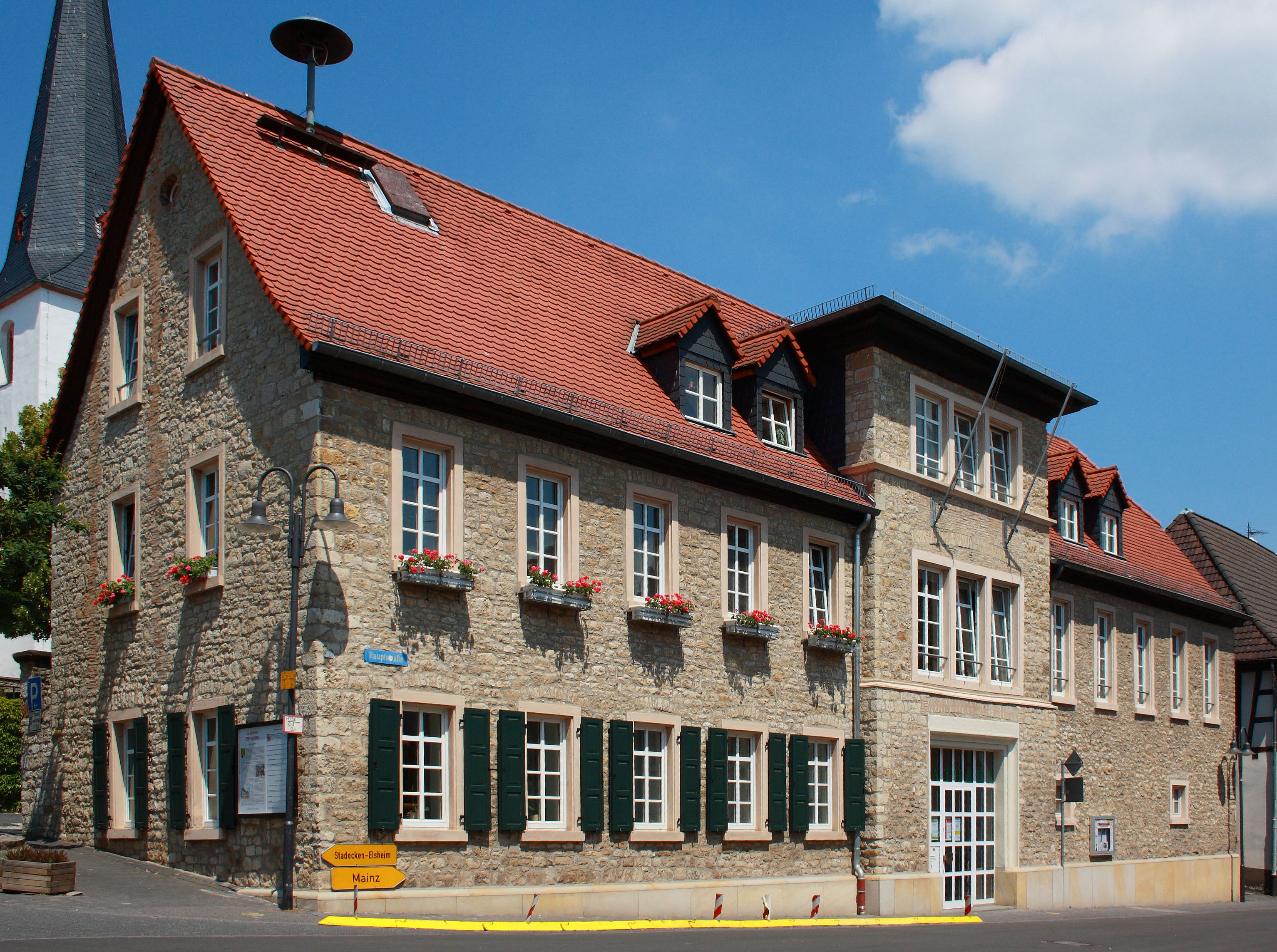
Rathaus von Essenheim

### Gemeinderat
Der Gemeinderat in Essenheim besteht aus 20 Ratsmitgliedern, die bei der Kommunalwahl am 9. Juni 2024 in einer personalisierten Verhältniswahl gewählt wurden, und dem ehrenamtlichen Ortsbürgermeister als Vorsitzendem.
Die Sitzverteilung im Gemeinderat:
| Wahl | SPD  | CDU | Grüne | FWG a | GAL b | Gesamt   |
| ---- | ---- | --- | ----- | ----- | ----- | -------- |
| 2024 | 5    | 5   | 6     | 4     | –     | 20 Sitze |
| 2019 | 09 c | 4   | –     | 7     | –     | 20 Sitze |
| 2014 | 11   | 2   | –     | 5     | 2     | 20 Sitze |
| 2009 | 11   | 2   | –     | 5     | 2     | 20 Sitze |
| 2004 | 10   | 4   | –     | 4     | 2     | 20 Sitze |

### Bürgermeister
Winfried Schnurbus (parteilos) wurde 2019 Ortsbürgermeister von Essenheim. Bei der Direktwahl am 9. Juni 2024 wurde er mit einem Stimmenanteil von 66,6 % in seinem Amt bestätigt.
Amtsinhaber war von 1999 bis 2019 Hans-Erich Blodt (SPD). Er unterlag in einer Stichwahl 2019 dem parteilosen Politiker und Journalisten Winfried Schnurbus, der von der FWG und der CDU unterstützt wurde.

### Gemeindepartnerschaften
Essenheim unterhält seit 1978 Beziehungen zu vier Partnergemeinden in der Champagne in Frankreich, die alle im Umkreis weniger Kilometer beieinander liegen:
- Boursault
- Châtillon-sur-Marne
- Festigny
- Verneuil

### Wappen
| Wappen von Essenheim | Blasonierung: „Gespalten von Schwarz und Gold (Gelb); vorn ein rotbewehrter und gekrönter goldener (gelber) linksgerichteter Löwe und hinten ein blaubewehrter doppelschwänziger roter Löwe.“ |
| Wappen von Essenheim | Wappenbegründung: Das Wappen zeigt im geteilten Schild auf der linken Seite den Pfalz-Zweibrücker Löwen in Gold auf schwarzem Grund mit roter Krone, auf der rechten Hälfte den Kurpfälzer Löwen in Rot auf goldenem Grund mit blauer Zunge. Das heutige Wappen Essenheims wurde in den 1950er Jahren von Prof. Leitermann aus Mainz entworfen. Es ersetzte das bisherige Ortswappen von Essenheim, das den heiligen Mauritius (den Schutzpatron der Kirche) in Rüstung und mit dem kurpfälzischen Wappenschild mit dem Pfälzer Löwen zeigte. Zur weiteren Wappenbegründung, siehe den Abschnitt #Geschichte. |

## Regelmäßige Veranstaltungen
Bis 2007 fand die Essenheimer Kerb jährlich Ende August statt, ehe sie auf das 2. Wochenende im September verschoben wurde.
Weiterhin feiern die Essenheimer jedes Jahr im Juli das Domherrnfest. Neben ausgesuchten Weinen bietet das gut besuchte Straßen- und Hoffest auch eine Vielzahl kulinarischer Highlights mit musikalischer Untermalung durch verschiedene Künstler.

## Wirtschaft und Infrastruktur

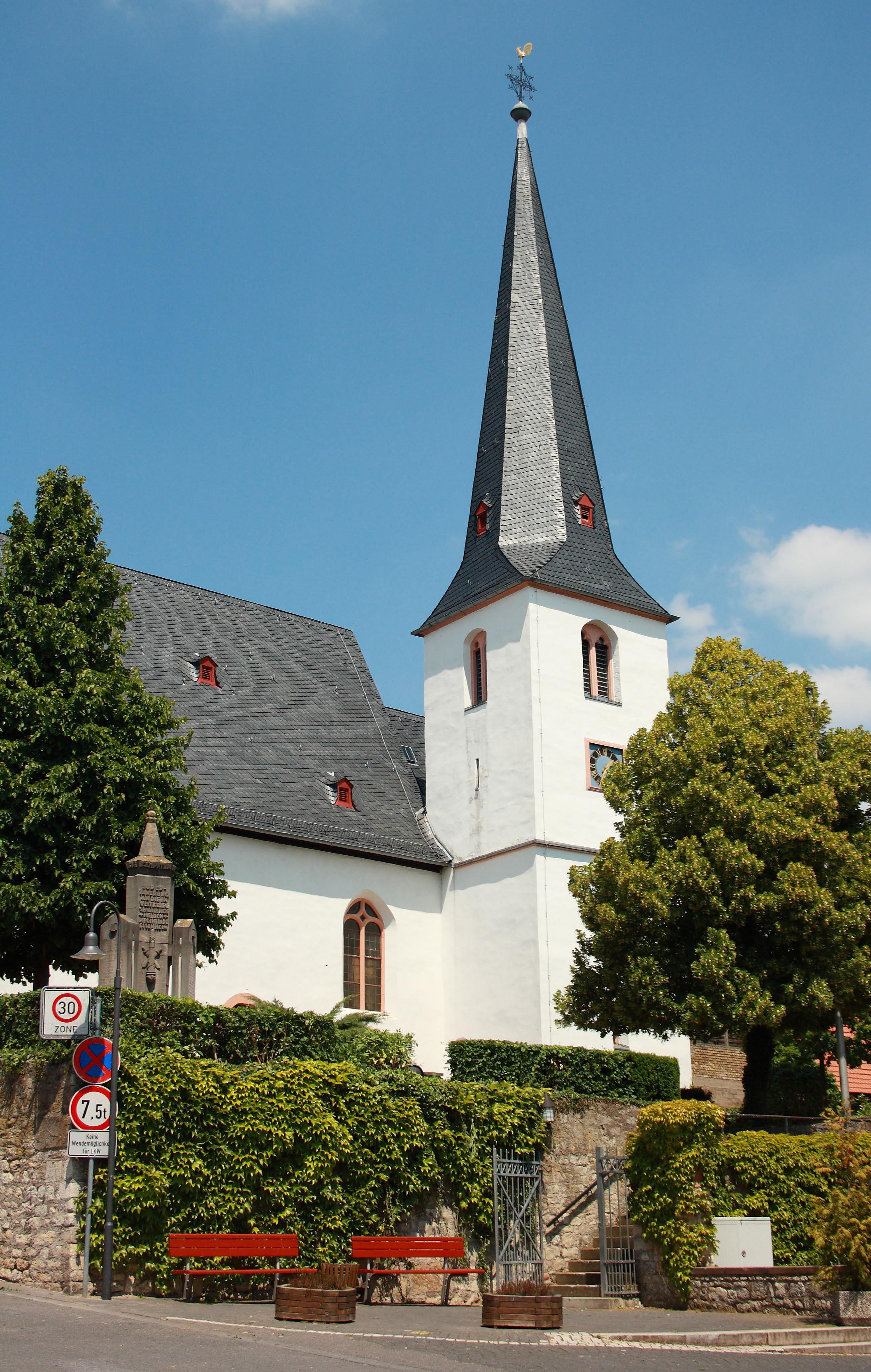
Evangelische Pfarrkirche

Essenheim ist geprägt vom Wein- und Obstbau, von Spargelanbau und umfangreicher Landwirtschaft.

### Verkehr
Die Gemeinde liegt an der Landesstraße 426 und an der Kreisstraße 31 sowie in der Nähe der Bundesautobahn 63 mit der Anschlussstelle Nieder-Olm (4). Ein Bahnhof der Deutschen Bahn befindet sich im benachbarten Nieder-Olm, von dort aus sind Mainz bzw. Alzey erreichbar.
Des Weiteren wird Essenheim von vier Regionalbuslinien des RNN bedient, die Mainz, Ingelheim und Bad Kreuznach anfahren.